# Walter Burmeister
Walter Burmeister (* 14. November 1894 in Ulrichshusen; † 23. Februar 1980) war deutscher Rassentheoretiker und NS-Kriegsverbrecher. Für seine Beteiligung an der systematischen Ermordung von 150.000 Juden, Sinti, Roma und anderen im Vernichtungslager Chelmno (Kulmhof) wurde Burmeister 1965 zu dreizehn Jahren Haft verurteilt.

## Leben
Burmeister, Sohn eines Gutsinspektors, besuchte das Gymnasium Carolinum in Neustrelitz und absolvierte nach Schulende ab 1914 eine Ausbildung zum Lehrer in Neukloster. Die Lehrerausbildung wurde durch seinen Kriegsdienst während des Ersten Weltkrieges unterbrochen, in dem er mehrmals verwundet wurde. Erst nach Kriegsende konnte er seine Lehrerausbildung abschließen. Anschließend war er als Pädagoge in Lohsten, Lehsten, Perniek und ab 1928 in Wismar tätig. Burmeister wurde Studiendirektor an der Oberrealschule in Wismar und ab 1939 Schulrat in Neustrelitz.

## NS-Karriere
Zusammen mit Heinrich Eddelbüttel veröffentlichte er 1933 ein von nationalsozialistischen Rasse- und Eugenikgedanken geprägtes Biologielehrbuch. Zum 1. Mai gleichen Jahres trat er der NSDAP (Mitgliedsnummer 3.520.629) und dem NSLB Mecklenburg-Lübeck bei, dessen Gauzeitung er 1934 als Hauptschriftleiter diente. In dieser veröffentlichte er 1935 auch einen Aufsatz mit dem Titel Deutschland und die Judenfrage.
In der Sturmabteilung erreichte er den Rang eines Oberscharführer. Zuerst diente er als persönlicher Fahrer des SS-Hauptsturmführers Herbert Lange. Dieser wurde im Dezember 1941 mit der Errichtung und Kommandantur des Vernichtungslagers Chelmno beauftragt. Beim dort stattfindenden systematischen Massenmord fungierte er als Fahrer der Gaswagen, in denen jeweils 50 Opfer eingepfercht wurden, um sie sodann durch die Einleitung von Motorabgasen zu töten.

## Prozess und Verurteilung
Burmeister konnte als einer von nur 33 Lagerarbeitern Anfang der 1960er Jahre identifiziert werden. Ihm und zehn anderen wurde im Juni 1965 der Prozess gemacht. Das Landgericht Bonn sah es als erwiesen an, dass Burmeister sich der Beihilfe zum gemeinschaftlichen Mord in mindestens 150.000 Fällen schuldig gemacht hatte und verurteilte ihn zu dreizehn Jahren Haft.

## Schriften
- Unser Heimatland Mecklenburg, Beltz 1932
- Biologielehrbuch mit Heinrich Eddelbüttel: Der junge Naturfreund. Parey, Berlin 1933.
- Erbbiologie: 2. neubearbeitete Auflage mit Heft Sippentafel. Berlin 1934
- Deutschland und die Judenfrage. In: Mecklenburgische Schulzeitung 66/1935, S. 469.
- Walter Burmeister: Nutzbringende Kaninchenzucht. Hachmeister & Thal, 1937 (google.de [abgerufen am 12. Januar 2021]).